# Augustine Ndeliakyama Shao
Augustine Ndeliakyama Shao CSSp (* 25. September 1951 in Mengwe) ist ein tansanischer Priester und Bischof von Sansibar. 

## Leben
Augustine Ndeliakyama Shao trat der Ordensgemeinschaft der Spiritaner bei und empfing am 4. Juni 1983 die Priesterweihe.
Papst Johannes Paul II. ernannte ihn am 30. November 1996 zum Bischof von Sansibar. Der Erzbischof von Daressalam, Polycarp Pengo, weihte ihn am 27. April des nächsten Jahres zum Bischof; Mitkonsekratoren waren Bernard Martin Ngaviliau CSSp, Altbischof von Sansibar, und Dennis Vincent Durning CSSp, Bischof von Arusha.